# Vittorio Guidano
Vittorio Filippo Guidano (Roma, 4 agosto 1944 – Buenos Aires, 31 agosto 1999) è stato uno psicologo e psichiatra italiano.

## Biografia
Laureatosi in medicina nel 1969, si specializza in neuropsichiatria nel 1972. Nello stesso anno è uno dei fondatori della Società italiana di terapia comportamentale e cognitiva (SITCC), di cui fu anche presidente. Nel 1978 fondò il Centro di Terapia Cognitiva di Roma. Ha insegnato fino al 1985 presso l'Università degli Studi di Roma "La Sapienza" ed è stato docente del master in terapia cognitivo-sociale all'Università di Barcellona.
È stato co-fondatore insieme a Giampiero Arciero dell'Istituto di psicologia e psicoterapia cognitiva post-razionalista (IPRA).
Viene considerato il fondatore del cognitivismo post-razionalista, orientamento teorico basato sui presupposti epistemologici del razionalismo critico e dell'epistemologia evolutiva, e della centralità che viene attribuita alle emozioni all'interno del processo di conoscenza umano.  Il ricercatore che maggiormente ha influenzato il pensiero di Guidano, dopo la pubblicazione (con Giovanni Liotti) di Cognitive processes and emotional disorders (1983), fino agli ultimi sviluppi teorici prima della morte, è stato Jerome Bruner, uno dei pionieri dello studio del pensiero narrativo negli Stati Uniti.

## Il metodo della moviola
Vittorio Guidano sviluppò uno strumento in psicoterapia per favorire la rilettura di un'esperienza vissuta con dolore dal paziente. Il nome prende origine dalla moviola usata negli sport per rivedere la scena al rallentatore e secondo diverse prospettive; esse sono principalmente tre:
- La scena (il ricordo doloroso) viene narrata secondo un punto di vista in prima persona
- La scena viene ricostruita in terza persona, ma secondo il punto di vista di allora
- La scena viene ricostruita in terza persona secondo il punto di vista attuale